# Star+
Star+ 是一項在拉丁美洲提供的OTT流媒体訂閱服务，該服務隸屬於华特迪士尼公司旗下的迪士尼媒體和娛樂發行公司。
该服务內有来自迪士尼子公司图书馆的电视和电影内容以及以及来自ESPN的现场直播体育赛事。
Star+內容將於2024年6月26日合併至Disney+，獨立的串流平台將於2024年7月24日停止服務。

## 歷史

### 預發布
“Star”品牌起源于香港卫星电视有限公司，它由和記黃埔于1991年创立，1993年被新闻集团收购，2001年更名为星空传媒，现已更名为迪士尼傳媒集團 (亞太)。 目前该業務已经被华特迪士尼收购。
2020年8月5日，迪士尼首席执行官鮑伯·查佩克宣布，迪士尼计划在 2021年以“Star”名義推出一项新的国际通用娱乐服务。

### 與獅門影業的糾紛
2021年4月，迪士尼在巴西、阿根廷和墨西哥与狮门娱乐旗下的Starz娱乐公司就Star品牌发生了商标纠纷。2021年5月13日，迪士尼宣布Star+的上線日期推迟到8月31日。

### 與Disney+合併
2023年12月，確認Star+將於2024年6月26日併入Disney+，其所有內容（包括ESPN的體育直播）將遷移至Disney+，其獨立應用程式將於2024年7月24日停止服務。